# Mariä Himmelfahrt (Oberaudorf)

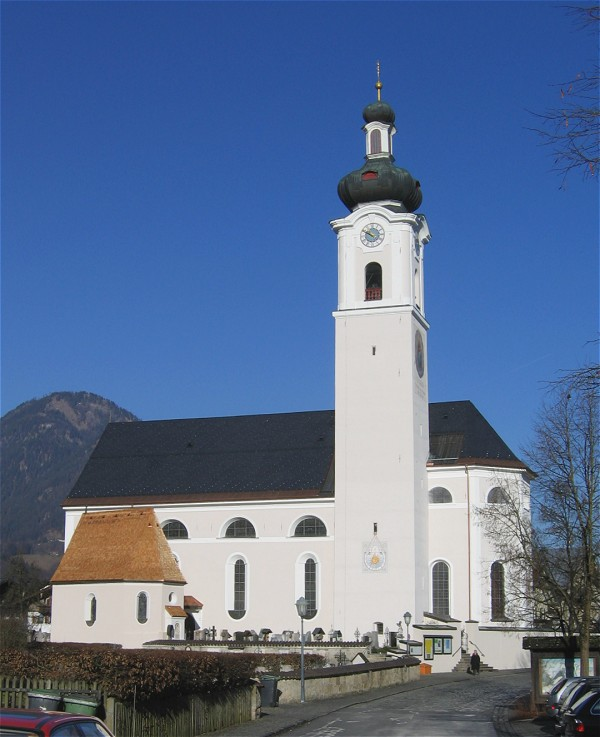
Mariä Himmelfahrt in Oberaudorf

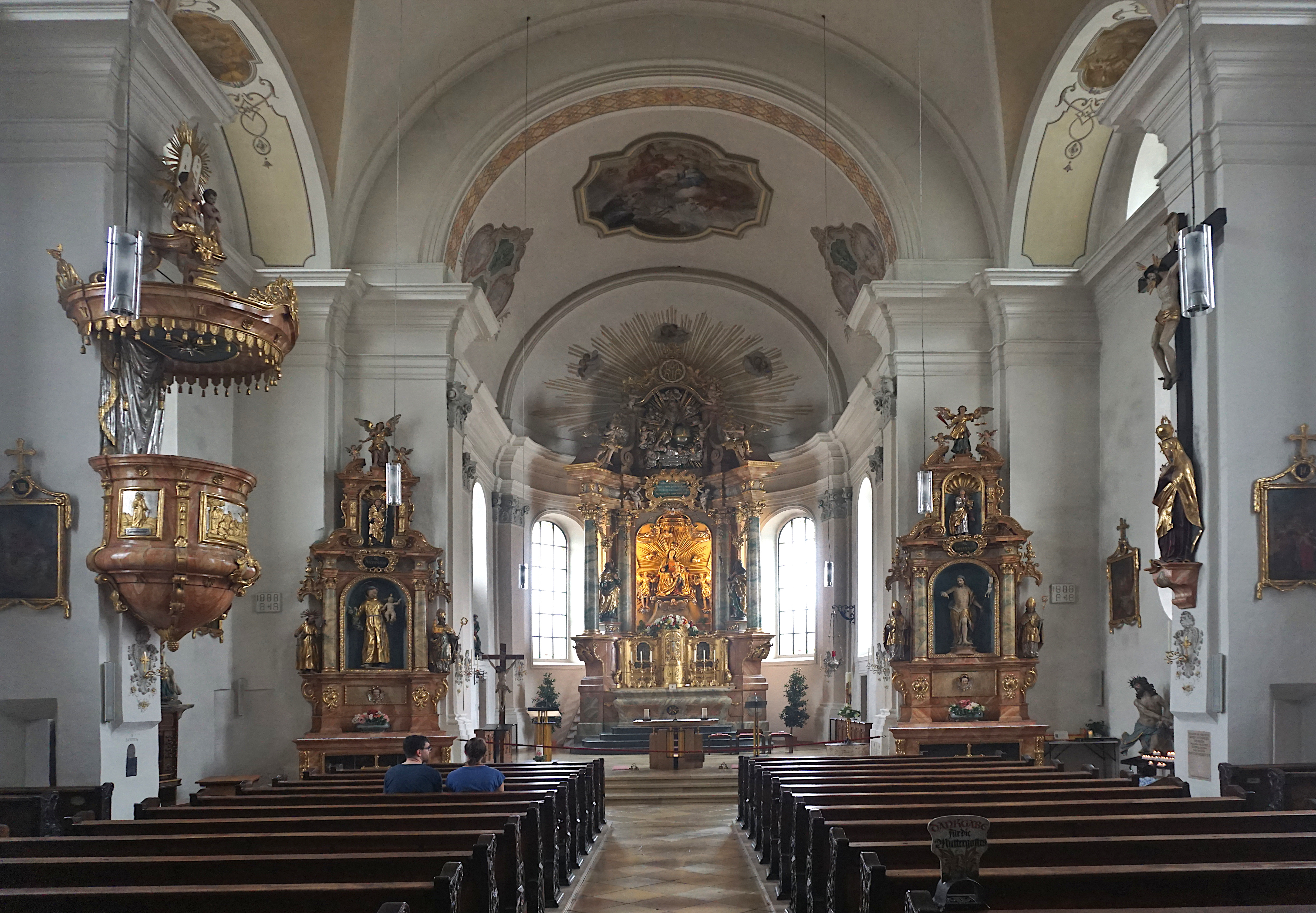
Innenansicht

Die römisch-katholische Pfarrkirche Mariä Himmelfahrt steht in Oberaudorf, einer Gemeinde im oberbayerischen Landkreis Rosenheim. Sie ist in der Liste der Baudenkmäler in Oberaudorf unter der Nr. D-1-87-157-24 eingetragen. Die Pfarrei gehört zum Dekanat Rosenheim im Erzbistum München und Freising.

## Beschreibung
Die gotische Saalkirche wurde im Kern im 15. Jahrhundert erbaut und 1664 sowie 1758 barock umgestaltet. Sie besteht aus dem Langhaus zu vier Jochen, dem eingezogenen, außen dreiseitig, innen halbrund geschlossenen Chor im Osten, der Sakristei mit einem Oratorium im Obergeschoss an der Nordwand und dem Chorflankenturm an der Südwand und des Chors, dessen untere Geschosse vom Vorgängerbau aus dem 14. Jahrhundert stammen. Er wurde 1746 nach einem Entwurf von Abraham Millauer aufgestockt, um den Glockenstuhl und die Turmuhr unterzubringen, und mit einer Zwiebelhaube bedeckt, die von einer Laterne gekrönt wird. Sie wurde 1833 nach einem Brand rekonstruiert.
Der Innenraum des Langhauses ist mit einem Stichkappengewölbe überspannt, der des Chors mit einem Tonnengewölbe. Die Deckenmalerei hat 1924 Anton Niedermaier ausgeführt.
Der Hochaltar wurde 1729 aufgestellt. Er wird von den Skulpturen des Josef von Nazaret und des heiligen Joachim flankiert. Zentrales Bild des Altars ist eine Statue der thronenden Gottesmutter Maria mit dem Jesuskind in einem Strahlenkranz unter einem goldenen Baldachin. Als Himmelskönigin trägt Maria Krone und Zepter und zu ihren Füßen steht links und rechts ein Engel mit Weihrauchfass. Kleine Engel schweben über und neben ihrem Kopf. Über dem Baldachin ist der Heilige Geist in Gestalt der Taube dargestellt.

## Orgel

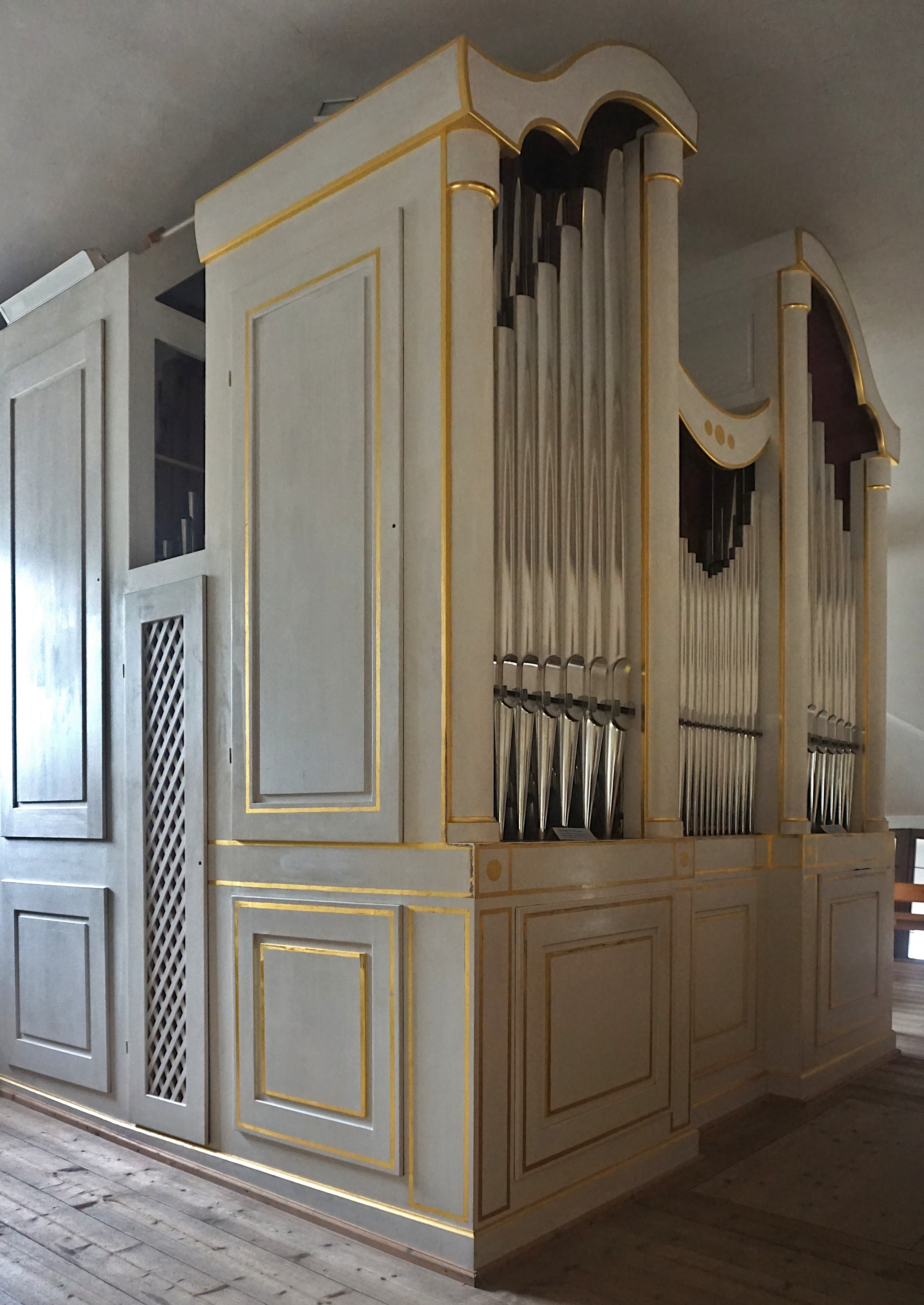
Die Jann-Orgel

Die zweimanualige Orgel mit 24 Register fertigte 2001 Thomas Jann. Sie hat mechanische Spiel- und elektrische Registertraktur. Die Disposition lautet:
| I Hauptwerk    |       |
| Bourdon        | 16′   |
| Principal      | 8′    |
| Viola di Gamba | 8′    |
| Gedeckt        | 8′    |
| Octav          | 4′    |
| Holzflöte      | 4′    |
| Octav          | 2′    |
| Mixtur IV      | 1 ⁄3′ |
| Trompete       | 8′    |
| Tremulant      |       |

| II Hinterwerk |        |
| Rohrflöte     | 8′     |
| Holzflöte     | 8′     |
| Salicional    | 8′     |
| Vox coelestis | 8′     |
| Principal     | 4′     |
| Traversflöte  | 4′     |
| Nasat         | 2 ⁄3′  |
| Flöte         | 2′     |
| Terz          | 1 3⁄5′ |
| Mixtur III–IV | 1′     |
| Oboe          | 8′     |
| Tremulant     |        |

| Pedal        |     |    |
| Violonbaß    | 16′ |    |
| Subbaß       | 16′ |    |
| Octavbaß     | 8′  |    |
| Gedecktbaß   | 8′  | ′′ |
| Choralbaß    | 4′  | ′′ |
| Posaunenbaß  | 16′ |    |
| Trompetenbaß | 8′  | ′′ |

- Koppeln: II/I, I/P, II/P

Anmerkungen
1. 1 2 3  Transmission aus HW

## Glocken
Die Kirche verfügt über fünf Glocken. Sie bilden die Melodielinie eines Idealquartetts. Die Glocken im Einzelnen:
| Nr. | Name       | Material | Gussjahr | Gießer                     | Durchmesser [mm] | Gewicht [kg] | Schlagton | Inschrift                                                                |
| --- | ---------- | -------- | -------- | -------------------------- | ---------------- | ------------ | --------- | ------------------------------------------------------------------------ |
| 1.  | Maria      | Bronze   | 1949     | Karl Czudnochowsky, Erding | 1.450            | 1.547        | cis1      | Die Feste kund ich zu Mariens Ehr, läut gegen Blitz und Sturm zur Wehr!  |
| 2.  | Josef      | Bronze   | 1949     | Karl Czudnochowsky, Erding | 1.250            | 996          | e1        | St. Josef, den ich zum Patrone hab, geleite uns zur Arbeit wie zum Grab! |
| 3.  | Laurentius | Bronze   | 1949     | Karl Czudnochowsky, Erding | 1.070            | 556          | fis1      |                                                                          |
| 4.  | Anna       | Bronze   | 1949     | Karl Czudnochowsky, Erding | 900              | 338          | a1        |                                                                          |
| 5.  | Hl. Kreuz  | Bronze   | 1949     | Karl Czudnochowsky, Erding | 820              | 254          | h1        |                                                                          |